# Franz Glaser
Franz Glaser (Linz, 1950. szeptember 16. –) osztrák tudós, tanár, régész.
Munkaterülete: történelem, régészet. Felfedezett egy töredéket Karantániai Domicián herceg sírkövéről.

## Életrajza
Klasszikus archeológiát és ókori numizmatikát tanult Bécsben, ahol 1976-ban diplomázott. 1977-től kusztosz a Karintia Tartománymúzeumban Klagenfurtban, ahol igazgatóhelyettes vezetője a római Teurnia nevű múzeumnak. Számos ásatást végzett és számos értekezést írt németül – egyeseket szlovénul, olaszul, franciául vagy angol nyelven.
Legismertebb felfedezése márványlap maradványa a Karantániai Domicián herceg sírjáról Milstat-ban, amely bizonyítja, hogy az elfelejtett egykori védőszentje Karintiának (=Koroška) igazi történelmi személy volt Nagy Károlyi idejéből.
1989-ben habilitált az Innsbrucki Egyetemen, ahol 1996 óta rendkívüli tanár. Mint vendégelőadó úgyszintén Bécsben, Grazban, Ljubljanában, Zágrábban, Budapesten és más európai egyetemeken.

## Bibliográfia
- Antike Brunnenbauten (ΚΡΗΝΑΙ) in Griechenland. Wien 1983 (Denkschriften der Österreichischen Akademie der Wissenschaften, phil.-hist. Klasse, 161)
- Das frühchristliche Pilgerheiligtum auf dem Hemmaberg. Verlag des Geschichtsvereins für Kärnten, Klagenfurt 1991 (Aus Forschung und Kunst Band 26)
- Teurnia: Römerstadt und Bischofssitz: ein Führer zu den Ausgrabungen und zum Museum in St. Peter in Holz sowie zu den Fundorten im Stadtgebiet von Teurnia. Klagenfurt 1983, Neuauflage, 1992
- Frühchristliche Denkmäler in Kärnten: ein Führer. Klagenfurt, 1996
- Die Skulpturen des Stadtgebietes von Teurnia. Verlag der Österreichischen Akademie der Wissenschaften, Wien 1997 (Corpus Signorum Imperii Romani: Österreich: Band II, Fasz. 6)

## Elismerések
- Osztrák érdemkereszt I. fokozat tudomány és kutatás terén (Österreichisches Ehrenkreuz für Wissenschaft und Forschung I. Klasse)
- Papai kitüntetés» Szent Szilveszter pápa Lovagrendje «(„Ritter des Ordens vom Heiligen Papst Silvester“; „Cavaliere dell´ Ordine di San Silvestro Papa“)